# Луцій Юлій Цезар (претор 166 року до н. е.)
Луцій Юлій Цезар (Lucius Julius Caesar; ? — після 166 до н. е.) — політичний і державний діяч Римської республіки, претор 166 року до н. е.

## Життєпис
Походив з патрциіанського роду Юліїв Цезарів. Син Луція Юлія Цезаря, претора 183 року до н. е. Про молоді роки мало відомостей. Внаслідок відсутності значних статків тривалий час намагався зробити державну кар'єру. Лише у 166 році до н. е. став міським претором. Про подальшу доля нічого невідомо.